# Кокбёрн, Карен
Карен Кокбёрн (англ. Karen Cockburn род. 2 октября 1979, Торонто, Онтарио) — канадская прыгунья на батуте. Призёр трёх Олимпиад, чемпионка мира.

## Карьера
Карен Кокбёрн родилась в Торонто, выросла в Норт-Йорке. В одиннадцатилетнем возрасте начала профессионально заниматься прыжками на батуте.
В 2000 году прыжки на батуте были включены в олимпийскую программу и двадцатилетняя канадская спортсменка приняла в них участие. В квалификационном раунде она заняла четвёртое место, а в финальном раунде улучшила свою позицию, поднявшись на третью ступень пьедестала почёта.
В 2003 году на мировом первенстве в Ганновере выиграла золотую медаль в личном первенстве, впервые став чемпионкой мира. Через год на Олимпиаде в Афинах стала вице-чемпионкой. При этом в квалификационном раунде она заняла лишь пятое место, но по итогам финала стала второй, уступив выступавшей за Германию Анне Догонадзе минимальные 0,4 балла. 
Второе олимпийское «серебро» и третью олимпийскую медаль Кокбёрн завоевала на Играх в Пекине, где не смогла превзойти хозяйку соревнований Хэ Вэньна, уступив ей 0,8 балла.
На четвёртой в карьере Олимпиаде Карен Кокбёрн осталась без медали, став четвёртой с отставанием   в 0,09 балла от той же Хэ Вэньна, которой канадка проиграла золото на предыдущей Олимпиаде. 
После лондонских Игр взяла паузу в карьере, вышла замуж за известного канадского прыгуна на батуте Матьё Тарджона. В сентябре 2013 у пары родилась дочь. Уже через год после родов Кокбёрн возобновила карьеру и даже несмотря на полученный сразу после возвращения перелом лодыжки смогла быстро восстановиться и на домашних Панамериканских играх завоевала индивидуальную бронзу.